# اوسیدله (استان اوپوله)
اوسیدله (به لهستانی: Osiedle) یک منطقهٔ مسکونی در لهستان است که در استان اوپوله واقع شده‌است.